# Eburodacrys luederwaldti
Eburodacrys luederwaldti là một loài bọ cánh cứng trong họ Cerambycidae.